# TEDxSeeds
TEDxSeeds（テデックスシーズ）は、2012年まで東京・横浜で年一回開催されたTEDxイベント。
TEDxSeedsは、TEDが提唱してきた”Ideas Worth Spreading”の精神に共感し「日本のアイデアを世界の人にもっと知ってもらいたい」という想いの下、TEDxプログラムが始まった2009年に設立。Seedsという名称には、日本のアイデアの種、世界のアイデアの種、更に古きも新しきも抱合し、未来への種を創造していく場でありたい、という想いが込められている。
日本そして世界で活躍される、発明家、デザイナー、エンターテイナー、アーティスト、社会活動家、実業家が、毎年秋に横浜赤レンガ倉庫に参集。例えば、石黒浩（ロボット工学者、「世界が尊敬する日本人100人」（ニューズウィーク日本版／2009年）に選出）、佐藤康雄（元緊急消防援助隊東京都隊総隊長、福島原発事故燃料棒冷却作戦の総指揮官）、EBIKEN（パフォーミングアーティスト、NYアポロシアター史上唯一の2冠年間チャンピオン）、天平（コンポーザーピアニスト）、といった人物が登壇。
2012年11月17日横浜赤レンガ倉庫にて「ちりぬるをわか～和音響想楽」というテーマにTEDxSeeds 2012開催。
2つのものが、上手くお互いを補い合う役割をするとき、それは響きあい思いもしないようなイノベーションにつながることができる。
遠い同士のものが学び響かせ、未来へと新しき種（Seeds）を生み、育て放とうという、TEDxSeedsの発足の精神を込められている。
TEDxSeeds2012 - TEDxSeedsの公式サイトより。

## TEDxSeeds 2009
TEDxSeeds 2009は、2009年12月12日（土）、銕仙会能楽堂（東京・青山）にて開催された第一回TED x Seedsカンファレンス。「再定義」、「情熱波動」、「創造の涯」と題した3つのセッションで構成される。

## TEDxSeeds 2010
TEDxSeeds 2010は、2010年11月20日（土）、横浜赤レンガ倉庫にて開催。「越游　- A Time To Fly Deep -」 というテーマの下、「再繋」、「創造の扉」、「対話する大地」、「新・未知との遭遇」と題した4つのセッションで構成される。

## TEDxSeeds 2011
TEDxSeeds 2011は、2011年10月22日（土）、横浜赤レンガ倉庫にて開催。「一風兆創」というテーマの下、「一」、「風」、「兆」、「創」と題した4つのセッションで構成される。

## 講演者
TEDxSeedsには様々な経歴の登壇者やプレゼンテーション、パフォーマンスを行う。
| カンファレンス | ゲスト             | 職業・経歴                                               | リンク     |
| -------------- | ------------------ | -------------------------------------------------------- | ---------- |
| 2009           | 疾風               | 吉田兄弟の弟、吉田健一プロデュースの津軽三味線ユニット。 | 動画を見る |
| 2009           | 大樋 年雄          | 陶芸家。大樋焼本家 十代長左衛門窯。                      | 動画を見る |
| 2009           | 藤間 信乃輔        | 舞踊家。                                                 | 動画を見る |
| 2009           | 斎藤 アンジュ 玉藻 | バイオリニスト。                                         | 動画を見る |
| 2010           | 天平               | コンポーザーピアニスト。                                 | 動画を見る |
| 2011           | 佐藤 康雄          | 消防士。                                                 | 動画を見る |
| 2011           | 鳴川 肇            | オーサグラフ開発者。                                     | 動画を見る |
| 2011           | 石黒 浩            | ロボット工学者。                                         | 動画を見る |